# La falsa medida del hombre
La falsa medida del hombre (título original en inglés The Mismeasure of Man) es un libro publicado en 1981 por el paleontólogo de la Universidad de Harvard Stephen Jay Gould. Se trata de una historia y crítica de los métodos y motivaciones en los que se basa el determinismo biológico, la creencia en que «las diferencias sociales y económicas entre los grupos sociales humanos, principalmente las razas, clases sociales y los sexos, tienen un carácter hereditario y, por lo tanto, son un reflejo exacto de la biología», así como la tesis principal del determinismo biológico en el siglo XIX y XX, «el valor [de una persona o un grupo] se puede asignar mediante la medida de la inteligencia como un número simple». Gould describe dos de las técnicas utilizadas para medir la inteligencia, la craneometría y los test psicológicos, para después exponer que se basan de dos falacias: la cosificación, es decir, «nuestra tendencia de convertir conceptos abstractos en entidades», en este caso el cociente intelectual y el factor de inteligencia general o g de Spearman, que han sido las piedras angulares de la investigación acerca de la inteligencia durante muchos años. La segunda falacia es la tendencia a «ordenar en escalas ascendentes variables muy complejas».
La falsa medida del hombre investiga «la abstracción de la inteligencia como una entidad única, su localización exclusiva en el cerebro, su cuantificación para cada persona y el uso de estos números para ordenar a las personas en una escala de valor, para invariantemente descubrir que los grupos raciales, clases sociales o sexos oprimidos y en situación de desventaja son innatamente inferiores y merecen su estatus».
La segunda edición, publicada en 1996, incluye un nuevo capítulo de respuesta al libro de Richard Herrnstein y Charles Murray The Bell Curve. La primera edición en español es de 1984,a la que siguieron numerosas reediciones y la traducción de la versión ampliada, publicada en 1997.

## Contenido

### Sesgo histórico en la Antropología Biofísica

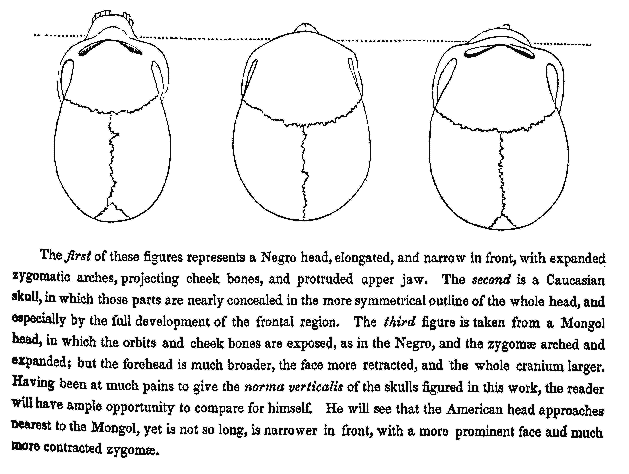
Dibujo de 1839 de Samuel George Morton de «una cabeza de negro… un cráneo caucásico… una cabeza mongola.».

Las primeras partes del libro consisten en un análisis crítico de los primeros trabajos en las bases hereditarias de la inteligencia, como la craneometría, la medición del volumen craneal y su relación con las facultades intelectuales. Gould argumenta que mucha de esta investigación estaba basada más en prejuicios que en datos científicos rigurosos, demostrando cómo en varias ocasiones investigadores como Samuel George Morton, Louis Agassiz y Paul Broca cometieron la falacia de usar las consecuencias esperadas como parte de su razonamiento. En el libro, el autor expone una relectura completa de los datos originales de Morton respecto al volumen endocraneal y afirma que los resultados originales fueron claramente sesgados y manipulados, errores que van desde la selección de los datos hasta la manipulación directa de los resultados numéricos. Según Gould, cualquiera de las conclusiones de estos primeros estudios, que llevaron a ordenar según el tamaño los cerebros y, por lo tanto, la inteligencia esperada, de diversos grupos étnicos, desde los negros a los blancos, pasando por los mongoles, no está basada en ningún dato científico. Esta afirmación ha sido criticada por otros estudios, como el realizado por John Michael en 1988 a partir de las notas de Morton, en el que se afirma que «contrariamente a la interpretación de Gould, la investigación de Morton fue realizada con integridad», si bien el mismo autor encuentra algunas discrepancias en los cálculos de Morton. No existen hasta el momento respuestas definitivas a esta controversia, por lo que esta parte de La falsa medida del hombre ha sido una de las más criticadas.